# Henikosan
Henikosan (příp. heneikosan, CH3(CH2)19CH3, sumární vzorec C21H44) je uhlovodík patřící mezi alkany, má 21 uhlíkových atomů v molekule. Jedná se o bílý vosk.

## Výskyt v přírodě
Heneikosan používají jako feromon královny nebo králové termitů druhu Reticulitermes flavipes. Přitahuje také komáry rodu Aedes a může být použit v návnadách na komáry. V přírodě to funguje tak, že uhlovodík je produkován v kůži larev. Frakce 1:100000 ve vodě je nejatraktivnější, ale pokud je koncentrace 1:1000, pak komáry spíše odpuzuje.
Heneikosan je také jednou z hlavních složek silice z květů světlice barvířské (Carthamus tinctorius). Všechny části rostliny Periploca laevigata obsahují heneikosan. Esenciální olej z květů růže damašské obsahuje 5 % heneikosanu. Bez černý obsahuje 2,3 %.

## Použití a vlastnosti
Henikosan se používá při výrobě detergentů (jak vyšších n-alkanů, tak jejich derivátů – n-alkenů nebo monochloroalkanů, které se používají k získání biologicky odbouratelných detergentů na bázi lineárních alkylbenzenů) a při výrobě jednobuněčných bílkovin fermentací. Vyšší alkany (zejména nad C20 vzhledem k jejich mnohem menšímu rozsahu použití) se často podrobují krakování, oxidaci nebo chloracím za účelem získání jejich derivátů nebo nízkomolekulárních sloučenin. Vlastnosti vyšších n-alkanů se v homologické řadě mění s každou další methylenovou skupinou (-CH2-). Hustota se mění od přibližně 0,74 g/cm³ u undekanu po více než 0,8 g/cm³ u tetrakontanu a dalších sloučenin. Teplota tání a teplota varu se rovněž zvyšují, i když tyto změny nejsou tak velké jako u krátkých alkanů.